# Eldorado Recording Studios
Eldorado Recording Studios – amerykańskie studio nagraniowe mieszczące się w Burbank w aglomeracji Los Angeles. Powstało w 1954 i początkowo pełniło funkcję warsztatu dla Johnny’ego Otisa, usytuowanego na rogu Hollywood and Vine w Los Angeles w Kalifornii. W 1987, z powodu wielokrotnych trzęsień ziemi, budynek w którym mieściło się studio, uległ uszkodzeniu. Podjęto decyzję o przeniesieniu go do dawnego studia Marvina Gaye’a na Bulwarze Zachodzącego Słońca, gdzie w latach 1989–1999, w erze rocka alternatywnego i grunge’u, zrealizowano wiele udanych albumów. W 1996 studio zostało przeniesione do Burbank w hrabstwie Los Angeles. Jego siedziba została zaprojektowana i zbudowana od podstaw przez Stevena Kleina.
Eldorado Recording Studios jest w pełni wyposażone do procesu produkcji i realizacji nagrań. Ze studia korzystało wielu znanych artystów, producentów i inżynierów dźwięku, w tym m.in. Ben Harper, Butch Vig, Dave Jerden, Don Gehman, Jason Lader, Jeff Trott, Marshall Altman, Rob Cavallo i Toby Wright. Wśród wykonawców, nagrywających w Eldorado Recording Studios, byli: Alice in Chains, Brian Eno, Herbie Hancock, Jane’s Addiction, MxPx, The Offspring, Red Hot Chili Peppers, Social Distortion i Talking Heads.
Muzyka filmowa i ścieżka dźwiękowa do musicalu Rent (2005, reż. Chris Columbus) była nagrywana i miksowana w Eldorado Recording Studios.

## Wybrane albumy zrealizowane w studiu

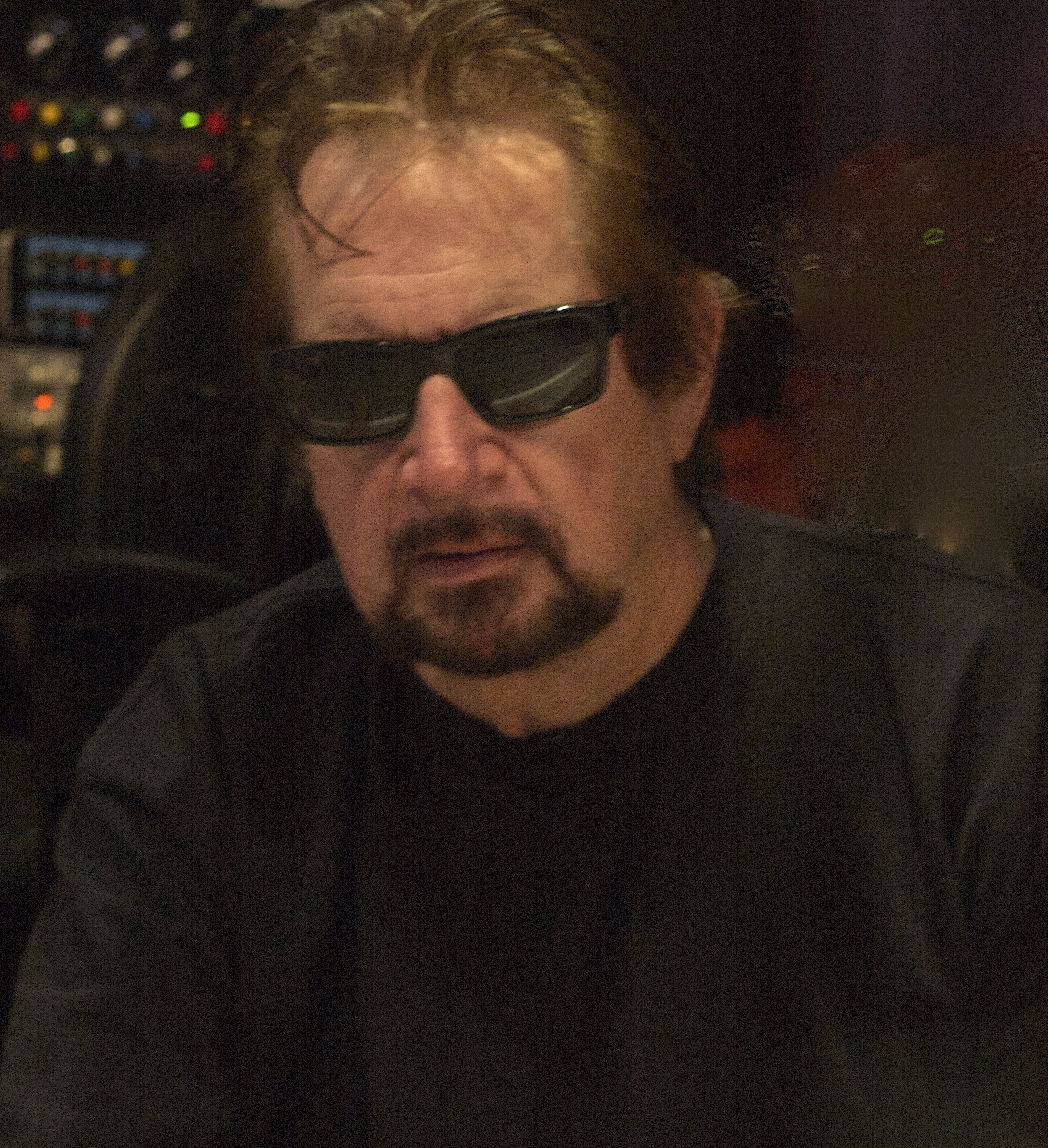
Dave Jerden (na zdj. w 2015) współpracował ze studiem w latach 1981–2004

Opracowano na podstawie materiału źródłowego:

- Canned Heat – Vintage (1970)
- Talking Heads – Remain in Light (1980; miksowanie)
- David Byrne i Brian Eno – My Life in the Bush of Ghosts (1981)
- Icehouse – Fresco EP (1982; EP), Sidewalk (1984)
- Red Hot Chili Peppers – The Red Hot Chili Peppers (1984)
- Slayer – Hell Awaits (1985)
- JG Thirlwell i Lydia Lunch – Stinkfist (1987; EP)
- Red Hot Chili Peppers – The Uplift Mofo Party Plan (1987)
- Jane’s Addiction – Nothing’s Shocking (1988)
- Kreator – Coma of Souls (1990)
- Throwing Muses – The Real Ramona (1991)
- Public Image Ltd – That What Is Not (1991)
- Social Distortion – Somewhere Between Heaven and Hell (1992)
- Alice in Chains – Dirt (1992) oraz utwór „Fear the Voices” (na kompilacji Music Bank; 1999)
- Anthrax – Sound of White Noise (1993)
- Beowülf – Un-Sentimental (1993)
- Sacred Reich – Independent (1993)
- Meat Puppets – Too High to Die (1994; miksowanie)
- White Zombie – „Children of the Grave” (cover Black Sabbath na tribute albumie Nativity in Black; 1994)
- Orange 9mm – Driver Not Included (1995)
- Donovan – Sutras (1996)
- Biohazard – Mata Leão (1996)
- Stavesacre – Friction (1996)
- The Offspring – Ixnay on the Hombre (1997)
- Stabbing Westward – Darkest Days (1998)
- Stavesacre – Absolutes (1998)
- Project 86 – Project 86 (1998)
- The Offspring – Americana (1998)
- Pitchshifter – Deviant (2000)
- MxPx – Before Everything & After (2003)
- Opiate for the Masses – The Spore (2005)
- Jewel – Goodbye Alice in Wonderland (2006)
- My Chemical Romance – The Black Parade (2006)
- Avenged Sevenfold – Avenged Sevenfold (2007)
- Queensrÿche – American Soldier (2009)
- Biffy Clyro – Ellipsis (2016)